# Leicester's Men
Leicester's Men of eigenlijk de Earl of Leicester's Men was een van de eerste georganiseerde toneelgezelschappen in het Engeland van Elizabeth I. De groep kwam voort uit het huishouden van Robert Dudley, de 1e graaf van Leicester en genoot als zodanig diens beschermheerschap.
De groep ontstond in 1559 en toerde in de jaren 1560 door het land. In 1572 werd een wet uitgevaardigd waarin werd vastgelegd dat groepen toneelspelers konden worden aangemerkt als landlopers en als zodanig worden gestraft, tenzij zij gelieerd waren aan het huishouden van een lid van de adel. Degenen die wel op deze wijze werden ondersteund konden aanspraak maken op meer juridische zekerheid dan voorheen. In januari 1572 schreef James Burbage namens zijn acteurs een brief aan de graaf met het verzoek dat sponsorschap officieel te verkrijgen. Ook werd gesteld dat de acteurs niet zouden verzoeken om directe financiële steun van de graaf. Zij wilden derhalve slecht de juridische bescherming en wilden hun bedrijf zelf op commerciële basis vormgeven. Deze ontwikkeling bleek van belang voor de vele toneelgezelschappen die later volgden en hetzelfde model zouden hanteren.
In mei 1574 verkreeg het gezelschap na de uitvaardiging van de wet van 1572 als eerste koninklijke goedkeuring, waarmee het de groep werd toegestaan toneelstukken op te voeren, zowel in Londen als in de rest van het land. Een ander belangrijk aspect was dat het gezelschap niet onder plaatselijke censuur kon vallen, maar alleen onder die van de koninklijke bureaucratie onder leiding van de Lord Chamberlain en de Master of the Revels. Dit maakte in feite de weg vrij voor de verdere ontwikkeling van het Engels renaissancetheater, dat in de decennia hierna een hoge vlucht zou nemen.
Het gezelschap Leicester's Men stond in de gunst bij de koningin en trad op aan het hof in 1574 en 1575. Als behorend tot het huishouden van de graaf speelden zij ook een belangrijke rol bij het vermaak dat de graaf in 1575 voor de koningin organiseerde op zijn kasteel in Kenilworth (Warwickshire).
In 1576 bouwde James Burbage, samen met zijn zwager John Brayne, het eerste permanente theater in Londen, dat zich sierde met de duidelijke naam The Theatre. Het gezelschap van Burbage, met de populaire acteur en danser William Kemp in hun gelederen, trad hier met veel succes op tot 1583. In dat jaar ontstond een nieuw gezelschap, de Queen Elizabeth's Men en een aantal belangrijke spelers stapten over naar deze groep. Leicester's Men hielden het nog enkele jaren vol en reisden het land door in de jaren 1584 en 1585. In december 1586 was er nog een optreden aan het hof.
Na het overlijden van de graaf in 1588 hield het gezelschap op te bestaan. De leden stapten over naar verschillende andere gezelschappen. James Burbage, vader van de latere steracteur Richard Burbage, ontwikkelde zich verder tot theaterbouwer en -manager.